# Anton Viertel
Anton Viertel (* 28. Juli 1841 in Schönlanke, Provinz Posen; † 22. Dezember 1912 in Göttingen) war ein deutscher Klassischer Philologe und Gymnasialdirektor.

## Leben
Anton Viertel, der Sohn des Land- und Stadtgerichtsrats Karl August Viertel, wuchs in Schönlanke und Trzemeszno auf, ehe sein Vater als Kreisgerichtsdirektor nach Brieg in Schlesien versetzt wurde. Dort besuchte Anton Viertel das Gymnasium. Bereits in der Schulzeit beschäftigte er sich aus eigenem Antrieb intensiv mit der antiken Literatur und eignete sich eine exzellente Kenntnis der lateinischen Sprache an. Zu Ostern 1858 wechselte er an das Gymnasium zu Oels, wo er im Herbst 1859 die Reifeprüfung ablegte.
Anschließend studierte Viertel an der Universität Breslau Klassische Philologie. Von den akademischen Lehrern beeinflussten ihn besonders Jacob Bernays und Friedrich Haase. Viertel trat außerdem in die Burschenschaft der Raczeks ein. Nach vier Semestern wechselte er an die Universität Königsberg, wo ihn Karl Lehrs und Ludwig Friedländer prägten. Bei ihnen wurde Viertel 1863 mit einer Dissertation über römische Metrik zum Dr. phil. promoviert. Ab Herbst desselben Jahres arbeitete er als Hilfslehrer am Altstädtischen Gymnasium, nach der Lehramtsprüfung am 16. April 1864 als Kandidat.
Nach Abschluss des Probejahrs erhielt Viertel seine erste Festanstellung als ordentlicher Lehrer am Kneiphöfschen Gymnasium. Im Frühjahr 1874 heiratete er seine Cousine Margarete Cramer, die er seit seiner Studentenzeit kannte. Im Herbst desselben Jahres wechselte er als Oberlehrer an das neu gegründete Königliche Wilhelms-Gymnasium. Am 8. November 1879 wurde er zum Gymnasialprofessor ernannt. 1883 wurde er als Direktor an das Gymnasium zu Gumbinnen versetzt. Für sein dortiges Wirken erhielt er am 30. August 1887, in verhältnismäßig jungen Jahren, den Roten Adlerorden vierter Klasse. Allerdings setzten Konflikte mit der Provinzialverwaltung und das raue Klima ihm so zu, dass Viertel eine Versetzung beantragte.
Im Winter 1889 wurde Viertel an das Königliche Gymnasium zu Göttingen versetzt, was ihm die gewünschte Luftveränderung brachte, jedoch auch mehr Arbeitsbelastung nach sich zog. Das Gymnasium war mit einer Realanstalt und einer Vorschule verbunden und hatte insgesamt 21 Klassen. Dazu kam die Leitung des pädagogischen Seminars und der Vorsitz in der wissenschaftlichen Prüfungskommission. Aufgrund seiner Geschäftsgewandtheit, Menschenkenntnis und fachlichen Kompetenz erledigte Viertel seine Aufgaben vorbildlich und wurde von staatlicher wie von akademischer Seite ausgezeichnet: Am 25. August 1898 erhielt er den Königlichen Hausorden von Hohenzollern, am 24. Dezember 1902 ernannte ihn die philosophische Fakultät der Universität Göttingen zum ordentlichen Honorarprofessor, am 28. August 1907 wurde er zum Geheimen Regierungsrat ernannt.
Neben seiner Arbeit beschäftigte sich Viertel zeitlebens mit den römischen Schriftstellern und ihrer Überlieferung. Seine Schwerpunkte waren Cicero, Tacitus und Petrarca. Ihnen widmete er auch die wenigen wissenschaftlichen Arbeiten, die er veröffentlichte.

## Wikisource
- Personalbogen von Anton Viertel in der Personalkartei der Gutachterstelle des BIL in der Archivdatenbank der Bibliothek für Bildungsgeschichtliche Forschung (BBF)

| Personendaten    | Personendaten                                         |
| ---------------- | ----------------------------------------------------- |
| NAME             | Viertel, Anton                                        |
| KURZBESCHREIBUNG | deutscher Klassischer Philologe und Gymnasialdirektor |
| GEBURTSDATUM     | 28. Juli 1841                                         |
| GEBURTSORT       | Schönlanke, Provinz Posen                             |
| STERBEDATUM      | 22. Dezember 1912                                     |
| STERBEORT        | Göttingen                                             |